# باير جاينتز ليفركوزن
باير جاينتز ليفركوزن (بالألمانية: Bayer Giants Leverkusen) هو فريق كرة سلة ألماني للمحترفين تأسس في سنة 1961 يقع مقره في ليفركوزن، شمال الراين-وستفاليا. ينافس في الدوري الألماني لكرة السلة الدرجة الثانية.

## الإنجازات
- كأس ألمانيا لكرة السلة:

الفوز (10): 1970، 1971، 1974، 1976، 1986، 1987، 1990، 1991، 1993، 1995
- دوري الدرجة الثالثة

الفوز (1): 2013

## أبرز اللاعبين
من أبرز اللاعبين الذين لعبوا معه:
- كلينتون ويلر
- ديموند غرين
- هانسي ناد
- كيفن بريتشارد
- مايكل كوخ
- ميلت واغنر
- سفين شولتز
- توم جاريك
- توني داوسون
- كريس فيلب

## وصلات خارجية
- الموقع الرسمي